# Gerry Moore
Gerald 'Gerry' Moore (Highbury, Londen, 8 oktober 1903 -  Twickenham, Londen, 30 januari 1993) was een Britse pianist in de jazz en amusementsmuziek.

## Biografie
Moore begon jazz te spelen in clubs en filmpaleizen. Hij werkte vanaf de vroege jaren 30 bij Spike Hughes, waarmee hij plaatopnames maakte voor Decca. In 1934 was hij lid van de Six Keyboards Kings ("Tiger Rag“/"St. Louis Blues“). In datzelfde jaar was hij de eerste Britse musicus die met Coleman Hawkins speelde in de club Bag O'Nails in Londen. In 1935 nam hij voor het eerst onder eigen naam op, vijf solo-platen voor Parlophone. In 1936 speelde Moore mee op opnames van Benny Carter, die lange tijd in Engeland woonde en werkte. In 1937 maakte Moore voor Decca opnames met zijn groep Chicago Brethren, waarin onder andere Johnny Claes en George Chisholm speelden, een van de eerste Britse jazzgroepen.
In de oorlogsjaren werkte hij met Adelaide Hall (1940-1942) en Vic Lewis. Na de oorlog toerde hij met Max Geldray in Duitsland (1947) en werkte hij met Carlo Krahmer, Vic Lewis (1949) en Rex Stewart (1949). In die tijd had hij ook kennisgemaakt met de bebop en stimuleerde hij jonge muzikanten om die muziek te gaan spelen, waaronder John Dankworth en Ronnie Scott.
Als solist nam hij in 1952 meerdere nummers op voor Esquire Records en begeleidde hij met zijn trio zanger Cab Kaye bij plaatopnames. Hij werkte met de gebroeders Harry Gold en Laurie Gold (1954-1957) en werkte eind jaren vijftig op cruiseschepen. Hoewel hij bij Laurie Gold dixieland moest spelen, ging zijn interesse uit naar bebop. In de jaren 60 werkte Moore in clubs en nam hij een plaat met lichte muziek op. In 1973 verscheen de easy-listening-plaat The Gerry Moore 'Organ'-isation: Super-Hammond (Windmill), met cover-versies van pophits als "Light My Fire“ en "He Ain’t Heavy, He’s My Brother“. Hij speelde in latere jaren in een hotel en een restaurant.